# 아민토레 판파니
아민토레 판파니(이탈리아어: Amintore Fanfani, 1908년 2월 6일 ~ 1999년 11월 20일)는 이탈리아의 정치인이다. 노동부 장관, 농업부 장관, 외무부 장관, 내무부 장관을 역임했다.
3차례에 걸쳐 이탈리아 상원 의장을 역임했으며, 5차례에 걸쳐 이탈리아의 총리를 역임했다.

## 어린 시절
토스카나주 아레초현의 피에베산토스테파노에서 태어난 판파니는 전쟁 이후의 검사와 기독교민주당의 선구자 인민당의 지지자의 아들이었다. 그의 모친은 매우 신앙심이 깊었다. 밀라노에 있는 사크로 쿠오레 가톨릭 대학교에서 수학한 그는 수학와 물리학에서 뛰어났으나 후에 정치 경제학을 전공하기로 선택하고 1932년 박사 학위를 취득하였다.

## 경력

### 교수와 정치인
판파니는 대학 교수와 정치인의 이중 경력을 수행하였다. 경제사의 학생으로서 그는 다수의 종교와 르네상스와 종교개혁의 유럽에서 자본주의의 개발을 다루는 중요한 전문의 저자였다. 그의 학위 논문은 〈가톨릭, 자본주의와 개신교〉로서 이탈리아어로, 그러고나서 1935년 영어로 발간되었다. 판파니는 1936년 밀라노 가톨릭 대학교에서 의장직을 받아들였다. 이 시기 동안에 그는 수도원의 독방에서 금욕적으로 살고 맨발로 걸어다닌 "작은 교수들"로 알려진 단체에 가입하였다. 이 남자들은 전쟁 이후의 기독교민주당의 자유당파 민주주의 의안 제출권의 핵심을 형성하였다. 1938년부터 1943년까지 그는 베네치아 대학교에서 강의하였다. 1943년 군복무에 요구된 판파니는 스위스로 피난을 가 전쟁의 나머지 기간 동안 그는 제네바와 로잔의 대학들에서 수련의 아탈리아인들을 가르쳤다. 1955년 후 그는 로마 대학교에서 전교직원에 복무하였다.
그의 정치 경력은 파시스트 정권 동안에 가톨릭 청소년 단체들, 특히 이탈리아 가톨릭 대학 연합과 라우레티 (가톨릭 대학 졸업생들)에 자신의 참가와 함께 시작되었다. 전쟁의 말기와 함께 판파니는 기독교민주당의 최연소 당수들의 하나와 당수 알치데 데 가스페리의 부하로서 나타났다.

### 자본주의와 기독교의 균형을 이루며
유능한 행정관과 조직자인 판파니는 사회적으로 더축 진보적인 기독교민주당의 좌익을 대표하였다. 자신의 정치에서 자신의 학문적인 흥미들에로서 판파니는 항상 자본주의와 기독교 사이에 긴장들을 분석하는 데 분투하였다. 자신의 독실한 기독교 믿음과 계통에서 그의 목적은 자유 기업의 적은 자선적 관점을 완화하고 자본주의를 더욱 사회적으로 의식적인 영혼과 함께 주입하는 것이었다.
1946년 6월 판파니는 유효하게 1948년 1월 1일 새로운 헌법을 기안한 제헌 국회에서 아레초-시에나-그로세토를 대표하는 데 선출되었다. 헌법의 가장 첫 조항은 판파니의 업무들과 철학을 반사하였다. 견고하게 반공주의자이나 사회적으로 진보적인 판파니는 "이탈리아는 공사에 창립된 민주주의 공화국이다"라고 읽은 조항을 제안하였다. 결국 받아들여진 그의 제안은 공산주의 판을 반대하였다 - "이탈리아는 근로자들의 민주주의 공화국이다." 표현에서 겉으로는 해롭지 않은 변화에 의하여 그는 공산주의 방식에서 타고난 계급 연루를 피하였다.

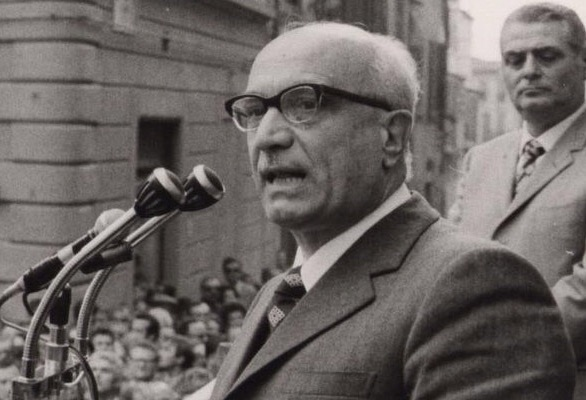
1960년대에 기독교민주당 대집회에서

1948년 그는 하원으로 선출되었다. 그는 1947년부터 1950년까지 노동부 장관으로서 데 가스페리의 4차, 5차와 6차 내각에 가입하였다. 이 시기 동안에 그는 근로자, 정부와 고용인들에 의하여 공동으로 융자된 근로자들의 주택들을 건설하는 데 7년 계획의 운영으로 들어갔다. 판파니는 도한 공산주의 통치의 노동총연합의 독점권을 깬 반공 노동 연합의 창조에서 의미있는 역할을 하기도 하였다. 1951년 그는 농업부 장관으로서 내각 순위를 보유하였고 토지 개혁들을 촉진시켰다. 1953년 그는 주세페 펠라 아래에서 내무부 장관으로 임명되었고, 이어서 2차례의 기독교민주당 사무 국장(1954 ~ 59, 1973 ~ 75)이 되었다.

### 정치적 절정
1954년부터 1960년대 중반까지 당과 국내 정치 양쪽에서 판파니의 영향력은 그 절정에 놓였다. 판파니는 정부들의 일련에서 총리를 지냈으며, 그 어떤 기간들은 오래가지 못하였다. 1954년 그의 첫 정부는 21일까지 밖에 못갔다. 후에 그는 1958년 7월부터 1959년 1월까지, 1960년 7월부터 1962년 2월까지, 1962년 2월부터 1963년 5월까지 정부의 우두머리를 맡았다. 1965년부터 1966년까지 판파니는 유엔 총회 의장을 지냈다. 1972년 그는 이탈리아 상원의 종신 상원으로 선출되었다. 그는 3회의 상원 의장(1968 ~ 73, 1976 ~ 82, 1985 ~ 87)으로 선택되었다.

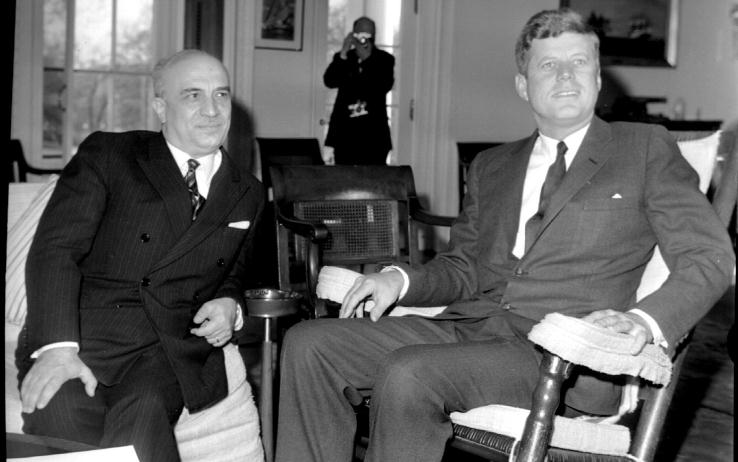
백악관에서 존 F. 케네디 대통령과 회담하는 판파니

알도 모로와 함께 1960년대 초반에 판파니는 중도좌파 연정의 개척자가 되었다. 즉시의 전쟁 이후의 시기 동안 데 가스페리의 연합 정부들은 견고하게 반공주의로 지내왔고, 우파의 사회민주당, 자유당과 공화당의 연정에 기초를 두었다. 하지만 1950년대 동안 기독교민주당에 성직자의 영향이 감소되었고, 자유주의적 교황 요한 23세가 1958년에 선출되었으며, 사회당은 공산당과 자신들의 인연들을 느슨하게 하였다. 좌익에 연정들이 이제 가능하게 되었고, 판파니는 이 방향에서 자신의 당을 지도하였다. 1962년 1월 나폴리에서 열린 기독교민주당 의회에서 압도적인 다수는 좌익으로 문을 여는 데 투표하였다. 중도좌파의 연정 프로그램은 정치적 권력의 연습, 전자 산업의 국유화, 교육 제도의 민주화, 지방 정부들의 확장과 농업에 향상들에서 집단들에 의한 참가를 늘이는 데 요구하였다. 외교 정세에서 프로그램은 서방과 이탈리아의 제휴를 다시 확인하였으나 동서간 긴장들의 진정시키는 일하는 데 보증하였다.
1986년 이탈리아 정부가 위기에 처할 때 프란체스코 코시가 대통령은 판파니에게 도움을 청하였다. 그는 처음에 사회당과 기독교민주당 사아의 중재인을 지냈다. 하지만 이 노력들이 실패할 때 코시가 대통령은 1987년 새 국회를 형성하는 데 판파니를 의문하였다. 판파니는 다시 이탈리아의 총리가 되었으나 이 직위는 4월 28일 자신의 정부가 신임의 투표를 패하면서 10일 밖에 못갔다.

## 이후의 세월
1994년까지 기독교민주당 소속이었던 판파니는 그 후로부터 이탈리아 인민당에 입당하였다. 91세의 나이로 로마에서 사망하였다.